# Kuifovenvogel
De kuifovenvogel (Furnarius cristatus) is een zangvogel uit de familie Furnariidae (ovenvogels).

## Verspreiding en leefgebied
Deze soort komt voor in het zuiden van centraal Zuid-Amerika.

## Status
De grootte van de populatie is niet gekwantificeerd maar de soort wordt omschreven als vrij algemeen. Op de Rode lijst van de IUCN heeft deze soort de status niet bedreigd.

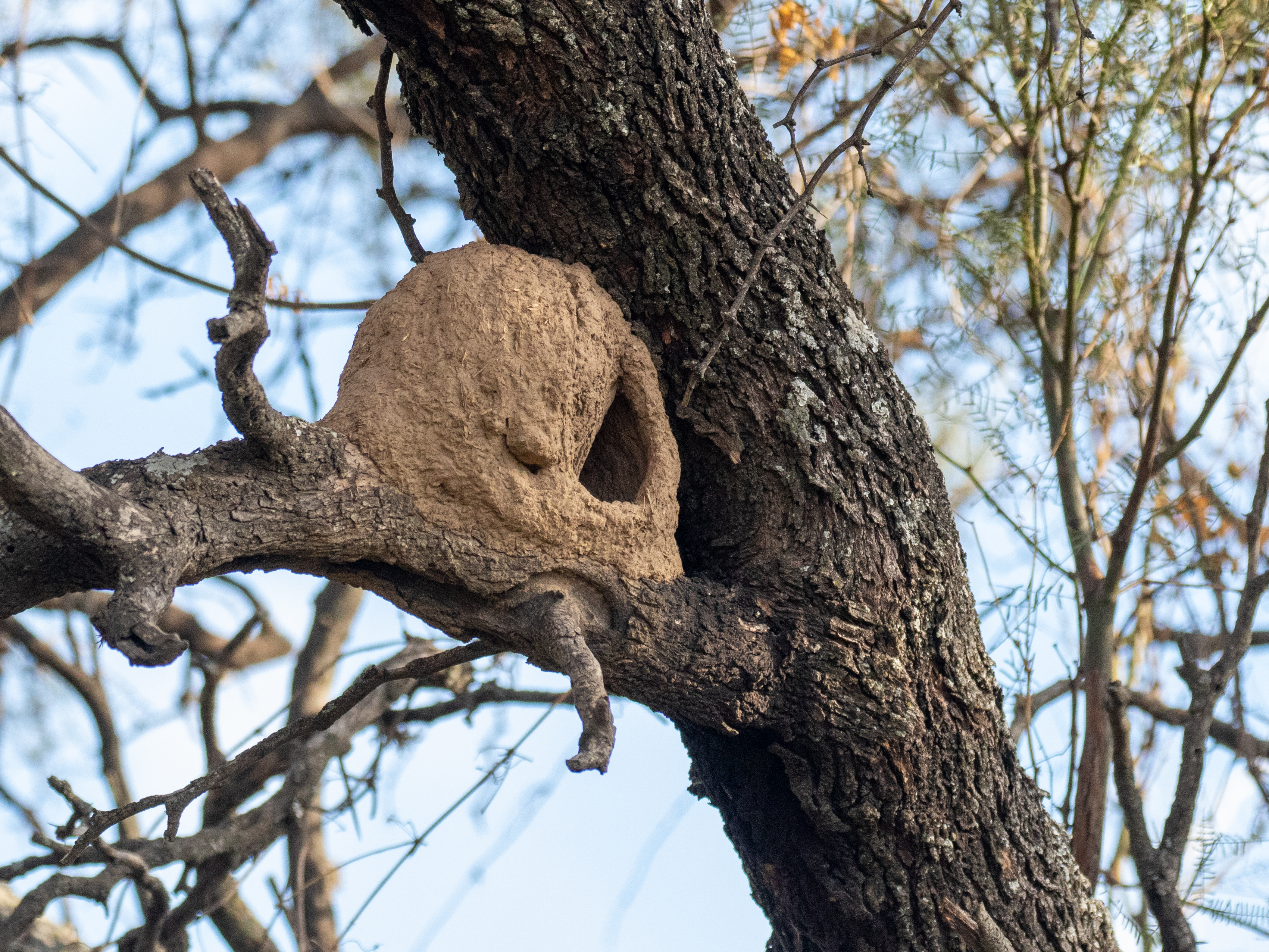
nest van een kuifovenvogel